# Susanne Schöne
Susanne Schöne (* 6. September 1982 in Dresden) ist eine deutsche Fernsehmoderatorin, Journalistin und Redakteurin.

## Werdegang
Von 2001 bis 2007 studierte Schöne Kommunikationswissenschaften, Psychologie und Soziologie an der TU Dresden. Im Anschluss absolvierte sie in München ein Volontariat als Moderatorin und moderierte diverse Sendeformate auf Premiere (heute Sky Deutschland) und Kabel Baden-Württemberg.
Erste mediale Erfahrungen machte Schöne 2003/2004, als sie zur Miss Sachsen gewählt wurde. Große mediale Aufmerksamkeit erhielt sie, als sie im Sommer 2014 von RTL als Bachelorette ausgewählt wurde, wenige Tage vor Drehbeginn aber aus persönlichen Gründen absagte.
Seit Mai 2015 ist Schöne festes Mitglied im Moderatorenstamm des Informationssenders WELT (früher N24) in Berlin. Schöne moderiert dort im Wechsel mit Miriam Pede und Maira Rothe den Wetterbericht live. Seit Februar 2020 moderiert Schöne zudem das Wetter im Rahmen der Sat.1 Nachrichten um 20:15 Uhr.
Neben ihrer On-air-Tätigkeit moderiert Schöne seit 2008 auch Galas, Preisverleihungen und Podiumsdiskussionen sowie digitale und hybride Events.
Susanne Schöne lebt in München und Berlin.